# Klaudia Pasternak
Klaudia Pasternak (ur. 11 stycznia 1980 w Warszawie) – polska kompozytorka współczesna, dyrygentka operowa, laureatka licznych konkursów kompozytorskich w kraju i za granicą, dwukrotnie nominowana do Paszportu Polityki.

## Życiorys
Mając lat 11, rozpoczęła grę na perkusji, następnie kontynuowała naukę w klasie Bogdana Lauksa, w PSM II st. im. Józefa Elsnera. W wieku lat 12 zainteresowała się kompozycją, czego rezultatem był jej pierwszy utwór Suita na fortepian. W tym czasie oprócz kompozycji i perkusji zajęła się dyrygenturą. Pierwszą nagrodę kompozytorską zdobyła w wieku 17 lat.
W roku 2000 rozpoczęła studia na Akademii Muzycznej im. F. Chopina w Warszawie, gdzie ukończyła dwa kierunki: dyrygenturę symfoniczno-operową w klasie Tomasza Bugaja oraz kompozycję w klasie Stanisława Moryto.
W latach 2000 i 2005 otrzymała stypendium Ministra Kultury i Dziedzictwa Narodowego oraz została dwukrotnie nominowana do Paszportu Polityki w kategorii "Muzyka". W roku 2000 wzięła udział w 20. Międzynarodowym Kursie Kompozytorskim w Radziejowicach, zorganizowanym przez Polskie Towarzystwo Muzyki Współczesnej. W roku 2003 poprowadziła wykłady na University of Oregon, w USA, na temat własnej twórczości oraz polskiej muzyki współczesnej oraz uczestniczyła w dyrygenckich kursach mistrzowskich w Austrii, prowadzonych przez Antoniego Wita. W 2005 roku uczestniczyła w kompozytorskich kursach mistrzowskich prowadzonych we Francji przez francuską kompozytorkę Betsy Jolas. W roku 2006 otrzymała stypendium prestiżowego programu Ministra Kultury i Dziedzictwa Narodowego Młoda Polska oraz Funduszu Popierania Twórczości ufundowanego przez ZAiKS. W 2010 roku została finalistką konkursu kompozytorskiego Unique forms of continuity in space, organizowanego przez Instytut Włoski w Melbourne w Australii.
Mieszka i tworzy w Warszawie.

## Twórczość
W swoich utworach kompozytorka kładzie nacisk na łączenie nowoczesnych technik kompozytorskich z tradycyjnymi środkami wyrazu. Szczególną rolę w jej twórczości odgrywa muzyka fortepianowa oraz wokalna.

### Nagrody (wybór)
- 1998: I nagroda w II Ogólnopolskim Konkursie Kompozytorskim „Patri Patriae” w Katowicach za utwór dedykowany Janowi Pawłowi II Obrazki z Tatr na trio smyczkowe. Przewodniczącym jury był Wojciech Kilar[5]
- 2000: III nagroda w Trzecim Międzynarodowym Konkursie Kompozytorskim „Premio citta di Pescara 99” we Włoszech, za utwór Cogitationes na fortepian solo[6]
- 2001: III nagroda w Międzynarodowym Konkursie Kompozytorskim im. Iwana Spasowa w Bułgarii, za utwór Kayo na bas i fortepian
- 2002: II nagroda w VII Konkursie Kompozytorskim „Musica Sacra” w Częstochowie, za utwór Ave vere na chór mieszany[7]
- 2002: trzy kompozycje kompozytorki, spośród ponad 700 nadesłanych, zdobyły nagrody na konkursie Waging Peace Through Singing w Stanach Zjednoczonych, poświęconym propagowaniu pokoju po zamachu z 11 września 2001 r.[8]
  - Highest Honour – za utwór Sancte Angele Dei na chór mieszany
  - Top Honour – za utwór Pieśń na chór żeński do słów Bolesława Leśmiana
  - Honour: Emerging composers – za utwór Kayo na bas i fortepian
- 2006: II nagroda (pierwszej nie przyznano) w Piątej Edycji Międzynarodowego Konkursu Kompozytorskiego "Citta di Pescara" we Włoszech, za kompozycję Siedem twarzy... na fortepian

### Nagrania
Kompozycja Ave vere została wydana na płycie CD przez wydawnictwo Acte Prealable w 2005 roku oraz przez chór "Musica Viva", na płycie „Credo” z 2006 roku. W 2006 roku kompozycja Ave Stella Matutina została wydana przez chór Pacific Youth Choir na płycie CD „Songs of Light”, w Stanach Zjednoczonych. W 2007 roku kompozytorka zrealizowała serię nagrań własnej twórczości w Studio Radia Katowice. W 2010 roku kompozycja Sancte Angele Dei została wydana na płycie DVD przez Ensemble Academy Kyoto w Japonii.

## Wybrane kompozycje
- Obrazki z Tatr na trio smyczkowe, 1998
- Ave vere na chór mieszany, 1998
- Cogitationes na fortepian op. 1, 1999
- Pieśń na chór żeński, 1999
- Diabolicus na skrzypce, wiolonczelę, gitarę elektryczną i fortepian, 2000
- Preludium 2000 na orkiestrę, nr 1, 2000
- Sancte Angele Dei na chór mieszany, op. 2 nr 1, 2001
- Kayo na bas i fortepian op. 3, 2001;
- Outsiede na wiolonczelę, op. 4 nr 1, 2002
- Psalmy 42/22/11 na baryton i organy, 2002
- Dawid i Goliat na kontrabas, op. 4 nr 2, 2002
- Ave stella matutina na chór żeński, op. 2 nr 2, 2003
- Siedem twarzy... na fortepian, op. 6, 2003
- Devil’s elbow na kwartet smyczkowy, op. 8, 2004
- Fantazja na temat Schumanna na fortepian i orkiestrę kameralną, op. 1 nr 2, 2004
- Jedenaście oddechów... na saxofon[11], 2005
- Trans.For.My.Emptiness (Transforma) na organy, 2008
- Tulę Cię do serca na sopran i kwartet smyczkowy (słowa kompozytorki), 2009
- Mysterium Iniquitatis oratorium na mezzosopran, aktora i organy, 2015
- Jekyll & Hyde - studium przypadku duet skrzypcowy, 2015
- Pieśni do słów własnych na sopran, mezzosopran, tenor, baryton i orkiestrę smyczkową, 2016
- Nowele rzymskie tryptyk baletowy pamięci Janki Rudzkiej, 2016

Opracowania i aranżacje
- Opertura, opracowanie tematów operetkowych na orkiestrę, 2008[12]
- Orfeum, aranżacja jazzowa na orkiestrę do spektaklu "Hrabina Marica", 2009

Muzyka popularna
- Oprawa muzyczna do programu TVP2 Dolina Kreatywna, czyli czego szuka młoda sztuka, 2005